# Stiffoller
Als Stiffoller (auch Stifolder oder Stiffulder) werden aus dem Hochstift Fulda nach Ungarn ausgewanderte Deutsche bezeichnet. In ca. 25 Dörfern verteilt im Komitat Baranya, sowie zwei bis drei Dörfern im Komitat Tolna, siedelten sich ab 1720 römisch-katholische deutsche Siedler aus dem Hochstift Fulda und Umgebung an. Mit der Zeit entwickelte sich ein eigener Dialekt, das sogenannte Siffolderische oder das Stiffulerische Schwowisch. Auch eine Wurstart wurde nach den Stiffoldern benannt. Ebenso wurde ihnen zu Ehren in Petersberg (Hessen) der Stiffollerweg benannt.
In einer Abschrift des Kirchbuches von Himesháza findet sich im Jahre 1733 neben den Heiratseinträgen, eine Kartenskizze, in welche ein Bearbeiter die Herkunftsorte in der Fuldaer „Urheimat“ der Einwanderer eingezeichnet hat, die er „Stifulder“ nennt, welche „diesen schönen alten Namen mit vollem Recht“ tragen würden.
In Deutschland bestand in Gingen an der Fils von 1983 bis 2010 das Museum der Donauschwaben aus der Unteren Baranya der Arbeitsgemeinschaft Untere Baranya, da etliche Stifolder aus der Unteren Baranya ab 1945–1946 nach Baden-Württemberg kamen.